# Caratê nos Jogos Europeus de 2015 - Até 67 kg masculino
A competição masculina até 67 kg do caratê nos Jogos Europeus de 2015 foi realizada no Baku Crystal Hall em 14 de junho de 2015. 

## Calendário
Horário de verão do Azerbaijão (UTC+5).
| Data        | Horário | Fase                |
| ----------- | ------- | ------------------- |
| 14 de junho | 11:00   | Fase qualificatória |
| 14 de junho | 16:00   | Semifinal           |
| 14 de junho | 18:00   | Final               |

## Medalhistas
| Ouro   | TUR Burak Uygur     |
| Prata  | FRA Steven da Costa |
| Bronze | AZE Niyazi Aliyev   |

## Resultados

### Fase qualificatória

#### Grupo A
| Atleta                 | J | V | E | D | Pontos | Pontos | Pontos |
| Atleta                 | J | V | E | D | GP     | GC     | Dif    |
| ---------------------- | - | - | - | - | ------ | ------ | ------ |
| AZE Niyazi Aliyev      | 3 | 3 | 0 | 0 | 7      | 1      | +6     |
| FRA Steven Da Costa    | 3 | 2 | 0 | 1 | 12     | 5      | +7     |
| ESP Manuel Rasero Ruiz | 3 | 1 | 0 | 2 | 7      | 13     | -6     |
| GEO Irakli Tkebuchava  | 3 | 0 | 0 | 3 | 1      | 8      | -7     |

|                        | Placar |                        |
| ---------------------- | ------ | ---------------------- |
| AZE Niyazi Aliyev      | 2–0    | GEO Irakli Tkebuchava  |
| ESP Manuel Rasero Ruiz | 2–10   | FRA Steven Da Costa    |
| AZE Niyazi Aliyev      | 3-1    | FRA Steven Da Costa    |
| ESP Manuel Rasero Ruiz | 5–1    | GEO Irakli Tkebuchava  |
| GEO Irakli Tkebuchava  | 0–1    | FRA Steven Da Costa    |
| ITA Niyazi Aliyev      | 2–0    | ESP Manuel Rasero Ruiz |

#### Grupo B
| Atleta                   | J | E | V | D | Pontos | Pontos | Pontos |
| Atleta                   | J | E | V | D | GP     | GC     | Dif    |
| ------------------------ | - | - | - | - | ------ | ------ | ------ |
| GER Ricardo Giegler      | 3 | 2 | 1 | 0 | 3      | 1      | +2     |
| TUR Burak Uygur          | 3 | 1 | 1 | 1 | 2      | 1      | +1     |
| HUN Martial Tadissi Yves | 3 | 1 | 0 | 2 | 2      | 4      | -2     |
| CRO Danil Domdjoni       | 3 | 0 | 2 | 1 | 0      | 1      | -1     |

|                          | Placar |                          |
| ------------------------ | ------ | ------------------------ |
| TUR Burak Uygur          | 2–0    | HUN Martial Tadissi Yves |
| CRO Danil Domdjoni       | 0–0    | GER Ricardo Giegler      |
| TUR Burak Uygur          | 0–1    | GER Ricardo Giegler      |
| CRO Danil Domdjoni       | 0–1    | HUN Martial Tadissi Yves |
| HUN Martial Tadissi Yves | 1–2    | GER Ricardo Giegler      |
| TUR Burak Uygur          | 0–0    | CRO Danil Domdjoni       |

### Finais
|  | Semifinais          | Semifinais          |   |                   | Final               | Final |  |
|  |                     |                     |   |                   |                     |       |  |
|  |                     |                     |   |                   |                     |       |  |
|  | AZE Niyazi Aliyev   | 1                   |   |                   |                     |       |  |
|  | TUR Burak Uygur     | 4                   |   |                   |                     |       |  |
|  |                     |                     |   |                   |                     |       |  |
|  |                     |                     |   |                   |                     |       |  |
|  |                     |                     |   |                   | TUR Burak Uygur     | 3     |  |
|  |                     | FRA Steven Da Costa | 3 |                   |                     |       |  |
|  |                     |                     |   |                   |                     |       |  |
|  |                     |                     |   |                   |                     |       |  |
|  |                     |                     |   |                   | Disputa pelo bronze |       |  |
|  |                     |                     |   |                   |                     |       |  |
|  | FRA Steven Da Costa | 4                   |   | AZE Niyazi Aliyev | 3                   |       |  |
|  | GER Ricardo Giegler | 2                   |   |                   | GER Ricardo Giegler | 1     |  |